# Buzz Osborne
Roger Osborne, alias King Buzzo, detto Buzz (Morton, 25 marzo 1964), è un cantante e chitarrista statunitense, membro del gruppo sludge metal Melvins.
Fa parte ed è anche membro fondatore delle band Fantômas e Venomous Concept.

## Biografia
Nel 1983 forma insieme a Matt Lukin (basso, successivamente nei Mudhoney) e a Mike Dillard (batteria, sostituito nel 1984 da Dale Crover) i Melvins. Con i Melvins Osborne sviluppa una carriera composta da circa 40 album all'attivo per la band. Ha fatto parte della prima band di Kurt Cobain Fecal Matter.

Nel 1998 forma insieme all'ex cantante dei Faith No More Mike Patton, il gruppo alternative metal Fantômas, band con la quale ha già pubblicato cinque album. Ha formato anche i Venomous Concept, una band crust punk, insieme a Kevin Sharp (cantante dei Brutal Truth), Shane Embury, Danny Herrera (rispettivamente bassista e batterista dei Napalm Death) e Dan Lilker (bassista di Brutal Truth e Nuclear Assault ed ex membro di Anthrax e S.O.D.). Con questo gruppo, Osborne ha pubblicato l'album Retroactive Abortion nel 2004.

## Equipaggiamento
Osborne utilizza principalmente chitarre Gibson Les Paul degli anni 60 e 70 con pedali effetto BOSS  e vari amplificatori e cabinets vintage.

### Chitarre
- Gibson Les Paul
- Gibson Les Paul Custom
- Gibson SG
- Electrical Guitar Company Standard Guitar Alluminio (dal 2009)[3]

### Effetti
- BOSS ODB-3 Bass Overdrive pedal
- BOSS Overdrive pedal
- BOSS TU-2 tuner pedal
- Pro Co RAT Distortion

- BOSS delay pedal
- MXR Blue Box
- Furman Power Conditioner
- DOD FX33 Buzz Box (actually named after him, but he doesn't use it)

### Amplificatori
- Sunn Beta 1970's lead Preamps
- Carver Power Amps
- Marshall JCM 900

- Hiwatt 4x12 cabinets
- 2 Dietz 15" bass cabinets

## Discografia

### Con i Melvins

#### Album in studio
- 1986 - 6 Songs (EP) - C/Z Records
- 1987 - Gluey Porch Treatments - Alchemy Records
- 1989 - OZMA - Boner Records
- 1990 - 8 Songs - C/Z Records
- 1990 - 10 Songs - C/Z Records
- 1991 - Bullhead - Boner Records
- 1991 - Eggnog (EP) - Boner Records
- 1992 - King Buzzo - Boner Records
- 1992 - Dale Crover - Boner Records
- 1992 - Joe Preston - Boner Records
- 1992 - Lysol - Boner Records
- 1993 - Houdini - Atlantic Records
- 1994 - Prick - Amphetamine Reptile Records
- 1994 - Stoner Witch - Atlantic Records
- 1996 - Stag - Atlantic Records
- 1997 - Honky - Amphetamine Reptile Records
- 1999 - The Maggot - Ipecac Recordings
- 1999 - The Bootlicker - Ipecac Recordings
- 2000 - The Crybaby - Ipecac Recordings
- 2000 - Gluey Porch Treatments (ristampa) - Ipecac Recordings
- 2001 - Electroretard - Man's Ruin Records
- 2002 - Hostile Ambient Takeover - Ipecac Recordings
- 2003 - 26 songs (ristampa) - Ipecac Recordings
- 2006 - (A) Senile Animal - Ipecac Recordings
- 2008 - Nude with Boots - Ipecac Recordings
- 2010 - The Bride Screamed Murder - Ipecac Recordings
- 2012 - Freak Puke - Ipecac Recordings (come Melvins Lite)
- 2013 - Tres Cabrones - Ipecac Recordings (come Melvins 1983)
- 2014 - Hold It In - Ipecac Recordings
- 2016 - Three Men and a Baby (con Mike Kunka) - SubPop
- 2016 - Basses Loaded - Ipecac Recordings
- 2017 - A Walk with Love & Death - Ipecac Recordings
- 2018 - Pinkus Abortion Technician  - Ipecac Recordings
- 2020 - Gift Of Sacrifice

#### Album dal vivo
- 1991 - Your Choice Live Series Vol.12 - Your Choice Records
- 1995 - Tora Tora Tora - X-Mas Records
- 1998 - Alive at the F*cker Club - Amphetamine Reptile Records
- 2001 - Colossus of Destiny - Ipecac Recordings
- 2002 - Millennium Monsterwork 2000 (con Fantômas) - Ipecac Recordings
- 2006 - Houdini Live 2005: A Live History of Gluttony and Lust - Ipecac Recordings

#### Compilation
- 1997 - Singles 1-12 - Amphetamine Reptile Records
- 2000 - The Trilogy Vinyl - Ipecac Recordings
- 2003 - Melvinmania: Best of the Atlantic Years 1993-1996 - Atlantic Records
- 2004 - Neither Here Nor There (libro + cd) - Ipecac Recordings
- 2005 - Mangled Demos from 1983 - Ipecac Recordings

#### Collaborazioni
- 2002 - Millennium Monsterwork 2000 (live) (con Fantômas) - Ipecac Recordings
- 2004 - Pigs of the Roman Empire (con Lustmord) - Ipecac Recordings
- 2004 - Never Breathe What You Can't See (con Jello Biafra) - Alternative Tentacles
- 2005 - Sieg Howdy! (con Jello Biafra) - Ipecac Recordings
- 2007 - Juggernaut (con Lustmord) - Hydra Head Records

### Con i Fantômas
- 1999 - Fantômas (aka 'Amenaza Al Mundo')
- 2001 - The Director's Cut
- 2002 - Millennium Monsterwork 2000 con i Melvins
- 2004 - Delìrium Còrdia
- 2005 - Suspended Animation

### Con i Venomous Concept
- 2004 - Retroactive Abortion

### Solista
- 2014 - This Machine Kills Artists - Ipecac Recordings

## Curiosità
King Buzzo appare come personaggio cameo nel videogioco Sunset Overdrive, dove il giocatore lo convince ad esibirsi in un concerto improvvisato.
Fa anche una comparsa nel cartone animato "uncle Grandpa"